# Kazimierz Dziubka
Kazimierz Dziubka – polski politolog, dr hab. nauk humanistycznych, profesor nadzwyczajny Instytutu Politologii Wydziału Nauk Społecznych Uniwersytetu Wrocławskiego.

## Życiorys
W 1980 ukończył studia z politologii na Uniwersytecie Wrocławskim, 15 grudnia 1989 obronił pracę doktorską Władza, administracja i samorząd w koncepcjach polskiego ruchu ludowego 1944-1949, 13 marca 2009 habilitował się na podstawie dorobku naukowego i pracy zatytułowanej Obywatelskość jako virtu podmiotu demokracji. Otrzymał nominację profesorską.
Objął funkcję profesora nadzwyczajnego w Instytucie Politologii na Wydziale Nauk Społecznych Uniwersytetu Wrocławskiego.

## Publikacje
- 2008: Obywatelskość jako virtu podmiotu demokracji[1]
- 2011: Stylizacje podmiotowości i tożsamości w ujęciu indywidualizmu ekspresyjnego[1]
- 2011: Standardy racjonalności politycznej elit władzy w Polsce po 1989 roku[1]
- 2014: Poznawcze i ontologiczne aspekty kosmopolityzmu obywatelskiego[1]
- 2015: Jak to jest być świadomym obywatelem?[1]
- 2017: Polityczność jako sferapierwszoosobowych doświadczeń[1]